# Anàlisi de classe
L'anàlisi de classe és la investigació en sociologia, política i economia feta des del punt de vista de l'estratificació de la societat en classes dinàmiques. Implica que no hi ha una perspectiva social universal o uniforme, sinó que hi ha conflictes fonamentals inherents a com s'organitza la societat.
Els exemples més coneguts són la teoria de Karl Marx i la teoria del tres components de l'estratificació de Max Weber.

## Barrington Moore i la política en les societats de classes
En un sentit no marxista, l'anàlisi de classes és una teoria del desenvolupament polític, en la qual es diu que els règims i sistemes polítics es conformen condicionats per l'estructura de classes socials del país. L'advocat principal d'aquesta teoria és el politòleg Barrington Moore Jr. En la teoria de Moore, Gran Bretanya assolí gradualment una governança democràtica més estable, en comparació amb països veïns com França i Alemanya, a causa del ràpid desplaçament de la pagesia durant el moviment dels enclosure, en el qual es transformà plenament Gran Bretanya i es convertí en una societat industrial avançada i amb una forta classe burgesa, que Moore considera imprescindible per a una democràcia liberal duradora. En canvi, França tenia una gran pagesia estacionària a la terra però políticament volàtil, provocant una alternança entre revolucions violentes i reaccions monàrquiques.

## Definició neoweberiana
Segons Richard Breen, Weber comença primer a descriure l'anàlisi de classe amb la situació de classe del mercat de capital que viu un individu. Ell proclama que els membres d'una mateixa classe social comparteixen les mateixes possibilitats de vida, que també es desenvolupen en el mateix mercat, que n’obtenen possibilitats segons els recursos que els proporciona l'individu i/o classe. També afirma que les persones que entenen la possibilitat que ofereix una àmplia gamma d'opcions, també poden rebre més oportunitats pel mercat o estar disposades a compartir entre la classe respectada dels individus. Breen desglosa la classificació social de Weber i com Weber classifica aquestes classes no només mitjançant un filtre social, sinó també per un altre de més econòmic. També fa notar que la mobilitat social i econòmica són una gran clau per a l'anàlisi de classe. Diu que, encara que és més fàcil i fluid travessar la classe social, és molt més difícil avançar a través de la classe econòmica, i un gran gran limitador és la classe social en la qual es troba l'individu. Weber defineix les classes econòmiques de la seva època com: grups empresarials i propietaris dominants; petita burgesia; treballadors amb credencials formals (classe mitjana) i els que els manquen d'elles i l'únic actiu que disposen és la seva força de treball (la classe treballadora)".

## Diferencials de classe en el desenvolupament educatiu i la seva explicació
El sociòleg John Goldthorpe explica que, mentre que la consecució educativa als països desenvolupats ha augmentat en les darreres dècades a causa de les aprovacions de beques, préstecs i altres motivacions socials, les dades empíriques demostren que els diferencials de classe socioeconòmica encara tenen un paper important en la consecució educativa i econòmica. A continuació, explica com les persones de classe social inferior tendeixen a quedar-se a la classe de la seva educació, escollint no continuar els estudis acadèmics o els treballs necessaris per aconseguir un millor estatus social. Entre les explicacions d'aquests fenòmens s'inclouen les teories de Halsey i els seus col·laboradors, que indiquen la connexió entre cultura i classe, com la gent de classe social alta o de major cultura va fixar un objectiu més important en l'educació dels fills en comparació amb els pares de classes baixes. Segons Goldthorpe, un enfocament més agressiu, tal com indiquen Bourdieu i Passeron, indica que el sistema educatiu funciona com un control social, en què la classe dominant fa que les escoles funcionin de manera conservadora i explotin les desigualtats que tenen tots els nins a causa dels antecedents de la seva família. D’aquesta manera, s'assegurarà que els subjectes de classe inferior acceptin el fracàs o la indulgència en subcultures contraescolars. Tot i això, Goldthorpe afirma que en el darrer segle hi ha hagut veritablement oportunitats de mobilitat educativa i de classe a l'alça comprovables mitjançant dades empíriques.
També sorgeixen altres teories proposades per diferents sociòlegs. Una visió reivindicada per Keller i Zavalloni indica que per comprendre millor aquestes tendències, els sociòlegs han d'estudiar les aspiracions d'un individu a nivell relatiu segons el seu nivell i situació social i no concloure ideals absoluts d'aspiracions a totes les classes, cosa que seria més fàcil per treballar. Goldthorpe també reconeix la visió de dos efectes de Boudon en matèria educativa. Aquests són els efectes primaris, que existeixen com la creació de diferencials de classe en la consecució inicial, i els segons efectes que afecten els nens quan passen en el sistema educatiu. Tots dos treballen de la mà, tot i que els assoliments inicials podrien perseguir un individu a mesura que es desenvolupen en el sistema educatiu (primari), escollint si la transició al següent nivell del sistema pot ser encara influenciada pels seus orígens de classe (secundari). Goldthorpe continua animant els investigadors a reforçar l'atenció sobre el segon efecte, ja que a mesura que avancem, encara avui, les limitacions dels efectes primaris semblen desaparèixer, ja que s'inclouen més recursos i oportunitats d'educació acadèmica a tots els nivells de la classe.

## La classe i l'associació política
Goldthorpe descriu com la influència de classe sobre la situació social d'un individu disminueix substancialment en el món de la política. Això, descrit pel sociòleg M. Lipset durant la darrera meitat del segle xx, es referia a una classe obrera democràtica liberal que defensava que el seu partit representés els seus problemes a la dècada de 1950, però va disminuir ràpidament durant els anys 70 a mesura que les relacions de classe en el partenariat polític es van anar dissolent. Això és particularment important, ja que alguns grups socials marxistes afirmen que això representa la caiguda de la classe treballadora i de l'anàlisi de classe. Un altre exemple d'aquesta dissolució del partenariat polític i de classe és la política britànica, on els conflictes de partits polítics tendien a centrar-se més en qüestions d'interès de la comunitat de classes. Al seu torn, es crea una separació entre famílies de partits que propicia diferents interessos polítics. Heath i els seus col·laboradors han teoritzat la dissolució d'aquesta associació per derivar de taxes absolutes i relatives en el vot de classe i la mobilitat social. Aquestes teories es desenvolupen a través del desenvolupament de classes de Gran Bretanya durant la darrera meitat del segle XX mitjançant la implicació de "tendències de patrons de mobilitat de classe, en nivells d'identificació de classes i en diferències de classe en actituds i valors polítics". Heath i els seus col·legues intenten discutir empíricament contra les teories de Dunleavy i associats que van declarar que les noves escletxes estructurals estaven convertint-se en els fonaments del suport als parits.

## Interès de classe
L'interès de classe és l'interès que se suposa quan hom es troba en una ubicació fixada dins de les relacions de classe. Erik Wright descriu exemples com "gamma de qüestions, nivells de vida, condicions de treball, nivell de treball, lleure, seguretat material i altres coses". Aquesta és la informació imprescindible per comprendre quan es relacionen les accions individuals a partir de la ubicació de la pròpia classe.

## Pràctiques de classe
Les pràctiques de classe es deriven de les accions fetes per l'individu o el grup amb l'objectiu del seu propi interès de classe.